# Stara Božurna
Stara Božurna (cyr. Стара Божурна) – wieś w Serbii, w okręgu toplickim, w gminie Žitorađa. W 2011 roku liczyła 318 mieszkańców.